# In Time, Hollow Oaks Become Chapels
In Time, Hollow Oaks Become Chapels ist ein Musikalbum von Margaux Oswalds Collateral Damage. Die am 20. April 2021 in Kopenhagen entstandenen Aufnahmen erschienen 2024 auf Clean Feed Records.

## Hintergrund
Margaux Oswalds Album In Time, Hollow Oaks Become Chapels entstand mit dem von ihr geleiteten Projekt Collateral Damage, einem international besetzten Septett mit drei Kontrabassisten (Uldis Vitols, Aurelijus Uzameckis und Rafal Rozalski), zwei E-Gitarristen (Niklas Fite und Hein Westgard), Simon Forcemmer am Schlagzeug und der Bandleaderin am Piano. Die gesamte Musik auf den sieben Tracks ist sowohl komponiert als auch mit der Band improvisiert.

## Titelliste
- Margaux Oswald Collateral Damage: In Time, Hollow Oaks Become Chapels (Clean Feed CF677CD)[1]

1. Elcines 7:55
2. Secilen 3:14
3. Scleein 4:54
4. Nicelse 4:49
5. Clinese 6:13
6. Escinel 6:30
7. Insecle 7:32

Die Kompositionen stammen von Margaux Oswald, Aurelijus Užameckis, Uldis Vītols, Rafał Różalski, Niklas Fite, Simon Forchhammer & Hein Westgaard.

## Rezeption
In Time, Hollow Oaks Become Chapels wurde im August 2024 den European Jazz Media Charts vorgestellt.
Das Album In Time, Hollow Oaks Become Chapels enthalte sieben Variationen über die Stille, schrieb Franpi Barriaux (Citizen Jazz). Für Collateral Damage, das Septett von Margaux Oswald, sei Stille nur ein Rohmaterial, ein Konzept, das geformt werden muss; in „Secilen“ würde die Gruppe „mit viel Geduld ein brutalistisches Schweigen“ erarbeiten. Dies sei Musik des Augenblicks, was die besonders gelungene Verbundenheit des Septetts ausdrücke. Es gebe auch etwas zutiefst Animistisches in Margaux’ Werk, einen Saft, der eine fleischliche und elementare Musik nähre, die Zeit zum Reifen gebraucht und in der jeder Klang eine Bedeutung habe und eine Abweichung biete. Margaux selbst spreche von ihrer „lernäischen Hydra“, etwas Komplexem und unermesslich Lebendigem, an dem man sich messen lässt und das sich zu einem großen Format ausdehnen könnte. Dies sei auf lobenswerte Weise gelungen.